# گمینا کوستومووته
گمینا کوستومووته (به لهستانی:  Gmina Kostomłoty) یک گمینا در لهستان است که در شهرستان شرودا شلانسکا واقع شده‌است. گمینا کوستومووته ۱۴۶٫۲۵ کیلومتر مربع مساحت و ۶٬۸۷۲ نفر جمعیت دارد.